# Bolivia en los Juegos Olímpicos de Seúl 1988
Bolivia estuvo representada en los Juegos Olímpicos de Seúl 1988 por un total de 7 deportistas, 6 hombres y una mujer, que compitieron en 6 deportes.
La portadora de la bandera en la ceremonia de apertura fue la nadadora Katerine Moreno. El equipo olímpico boliviano no obtuvo ninguna medalla en estos Juegos.